# Conflito armado na Colômbia
O conflito colombiano, um dos mais antigos da América Latina, deriva da disputa pelo poder entre liberais, conservadores e socialistas. Teve iniciou aproximadamente em 1964 ou 1966 e é uma guerra assimétrica de baixa intensidade em curso entre o governo colombiano, os grupos paramilitares, os traficantes e os guerrilheiros de esquerda, como as Forças Armadas Revolucionárias da Colômbia e o Exército de Libertação Nacional (ELN), lutando entre si para aumentar sua influência em território colombiano.
É historicamente enraizada no conflito conhecido como La Violencia, que foi desencadeado pelo assassinato do líder político populista Jorge Eliécer Gaitán em 1948, e na sequência da forte repressão anticomunista apoiada pelos Estados Unidos na área rural da Colômbia na década de 1960, que levaria os militantes liberais e comunistas a se reorganizar nas FARC.
Os liberais se aliaram com setores socialistas numa guerra civil contra os conservadores que durou 16 anos, de 1948 a 1964.
Em 1964, temendo a radicalização da guerrilha camponesa, influenciada pela revolução cubana, os liberais se aliam aos Conservadores e apoiam o envio de tropas ao povoado de Marquetália. Os camponeses comunistas, na fuga para as regiões montanhosas da selva, constituem as Forças Armadas Revolucionárias da Colômbia (FARC).
Sob a liderança de Manuel Marulanda, o Tirofijo, ex-combatentes liberais fundam as Forças Armadas Revolucionárias da Colômbia - Exército do Povo, popularmente conhecida como FARC ou FARC-EP, nos anos 60 para lutar pela criação de um estado marxista. Outros grupos de esquerda - como o guevarista Exército de Libertação Nacional (ELN) - e milícias de extrema direita entram no conflito. A partir dos anos 80, a Guerra Cívil ganha um novo protagonista: o tráfico de drogas. As FARC-EP financiam a luta armada à custa dos serviços de proteção vendidos aos traficantes e tanto as FARC quanto o ELN financiam sua luta à custa do seqüestro de civis. Cerca de 3 mil resgates são pagos anualmente às guerrilhas. A violência já matou cerca de 30 mil pessoas desde os anos 60 e tem forçado maciços deslocamentos internos. Em consequência da guerra, a Colômbia é o país mais perigoso do mundo para o sindicalismo.

## Surgimento
Em 1964, os estadunidenses pressionaram o Exército Colombiano para eliminar um grupo rebelde, formado por pequenos proprietários rurais, influenciados pelo sucesso de Fidel Castro em Sierra Maestra. Resultado: os rebeldes reagiram e o pequeno sitiante Manuel Marulanda Vélez, apelidado Tirofijo, criou o embrião das FARC-EP, que depois recebe auxilio do então Partido Comunista da Colômbia. No ano seguinte surge o ELN.
Em 1968 foi aprovada uma lei que da liberdade para formação de milícias paramilitares para enfrentar os guerrilheiros. Dali surgem as milícias de direita no combate. Com o tempo e já com a lei revogada, os diversos grupos de paramilitares juntaram-se e fundaram, em 1997, as Autodefesas Unidas da Colômbia (AUC), sob o comando de Carlos Castaño e do ítalo-colombiano Salvatore Mancuso.

## Iniciativas de paz
A pacificação das guerrilhas não aconteceu nunca na vida é somente um mito, foi uma promessa eleitoral do presidente Andrés Pastrana. Assim que assumiu o poder, em 1998, ele retirou o Exército de uma área de 42 mil km², entregando-a às FARC-EP, como condição para a abertura de conversações, ocorrida em janeiro de 1999. Desde então, o diálogo foi suspenso e retomado em várias ocasiões, mas um acordo de cessar-fogo fracassou em julho de 2000. As FARC-EP reclamaram da falta de ação do governo para conter os paramilitares direitistas das AUC, que praticavam massacres em áreas controladas pela guerrilha.
Já os líderes do ELN se reuniram com representantes do governo em Genebra, em julho de 2000. Negociações anteriores, abertas em 1999, foram abandonadas pelo ELN diante da recusa do governo em desmilitarizar uma área de 8 mil km². Em 2000, a liberação, por parte dos EUA, de 1,3 bilhão de dólares em ajuda financeira para os programas anti-droga da Colômbia (Parte do Plano Colômbia) aumentou o temor da guerrilha de uma intervenção armada no país.
Com os índices de violência caindo, devido principalmente ao enfraquecimento das guerrilhas, novas conversas de paz foram iniciadas em 2016. Após muita negociação, em 23 de junho, o governo colombiano e a liderança das FARC concordaram em aceitar um cessar fogo. O acordo foi formalmente assinado pelas partes em 26 de setembro de 2016. O acordo, contudo, não inclui a ELN.
O governo colombiano submeteu o acordo com as FARC a um plebiscito para consulta popular, a 2 de outubro de 2016. Numa apertada votação 50,2% dos votantes rejeitaram o acordo de paz, enquanto 49,7% o apoiaram (estima-se que 67% dos cidadãos aptos para votar não foram às urnas). Não se sabe o impacto que a vitória do "Não" no plebiscito terá no andamento do processo de paz, com os rebeldes rejeitando a ideia de renegociar o acordo com o governo.
Em 12 de Novembro de 2016, firmou-se um acordo de paz entre o governo e as FARC, que previa principalmente o desarmamento e anistia aos guerrilheiros. Em 10 de Abril de 2017, o registro das armas foi concluído em conjunto com a Organização das Nações Unidas.
Uma negociação de paz está prevista para ocorrer no Brasil em maio de 2017 entre o governo Colombiano e o ELN.
Em junho do mesmo ano, as FARC anunciaram que haviam encerrado a luta armada e deixariam de existir como organização paramilitar, encerrando assim sua participação significativa no conflito colombiano, embora outros grupos persistiam na luta.

## Ataques
Em 2 de janeiro de 2022, 23 pessoas foram mortas em confrontos entre grupos guerrilheiros de extrema-esquerda em Arauca, Colômbia. O Exército de Libertação Nacional (ELN) entrou em conflito com dissidentes das Forças Armadas Revolucionárias da Colômbia (FARC) nas proximidades da fronteira com a Venezuela.

## Grupos armados

### Guerrilhas marxistas
- Forças Armadas Revolucionárias da Colômbia - Exército do Povo - "FARC-EP": são o maior e o mais antigo grupo rebelde da Colômbia. Foi fundado nos anos 60, sob impulso do Partido Comunista da Colômbia, e propõe utilizar a luta armada como parte de uma estratégia política para chegar ao poder. Sua origem aconteceu quando grupos de guerrilhas liberais, da guerra civil entre os partidos liberal e conservador que decorreu entre 1948 e 1958, decepcionados com a liderança do Partido Liberal se voltaram para o comunismo. Em 1966, Manuel Marulanda rebatizou o nome do grupo de Forças Armadas Revolucionárias da Colômbia - Exército do Povo (FARC-EP). Manuel Marulanda está à frente do movimento desde a sua criação.
- Exército de Libertação Nacional da Colômbia - "ELN": o segundo maior grupo rebelde da Colômbia, foi fundado em 1965 por Fabio Vasquez Castano, inspirado pela experiência bem sucedida da revolução cubana. Numa sociedade como a colombiana onde as desigualdades sociais se fazem sentir de forma gritante, este movimento atraiu desde o seu início vários padres católicos, inspirados pela Teologia da Libertação, que defende uma sociedade mais justa e igual.

### Paramilitares de direita
- Autodefesas Unidas da Colômbia - "AUC": um grupo paramilitar de extrema-direita da Colômbia criado em 1997 para combater os guerrilheiros das FARC e do ELN.